# پیکسانترون
پیکسانترون (به انگلیسی: Pixantrone) با فرمول شیمیایی C۱۷H۱۹N۵O۲ یک ترکیب شیمیایی با شناسه پاب‌کم ۱۳۴۰۱۹ است. که جرم مولی آن ۳۲۵٫۳۶۵ g/mol می‌باشد. شکل ظاهری این ترکیب، جامد آبی است.